# قائمة فوربس للمليارديرات في 2012
هذه قائمة فوربس للمليارديرات 2012 منشورة من قبل مجلة فوربس الأمريكية لسنة 2012، و هذه المجلة تجمع مليارديرات الأرض، بإستثناء أفراد العائلات المالكة (إلا إذا كانت مصادر أموالهم خاصة)، و تصنف أموالهم بالمليار دولار أمريكي.
قدرت مجلة فوربس صافي قيمة ثروات دو وون تشانغ وزوجته مؤسسي علامة فوريفر 21 الشهيرة عام 2012 بمبلغ 4 مليارات دولار.

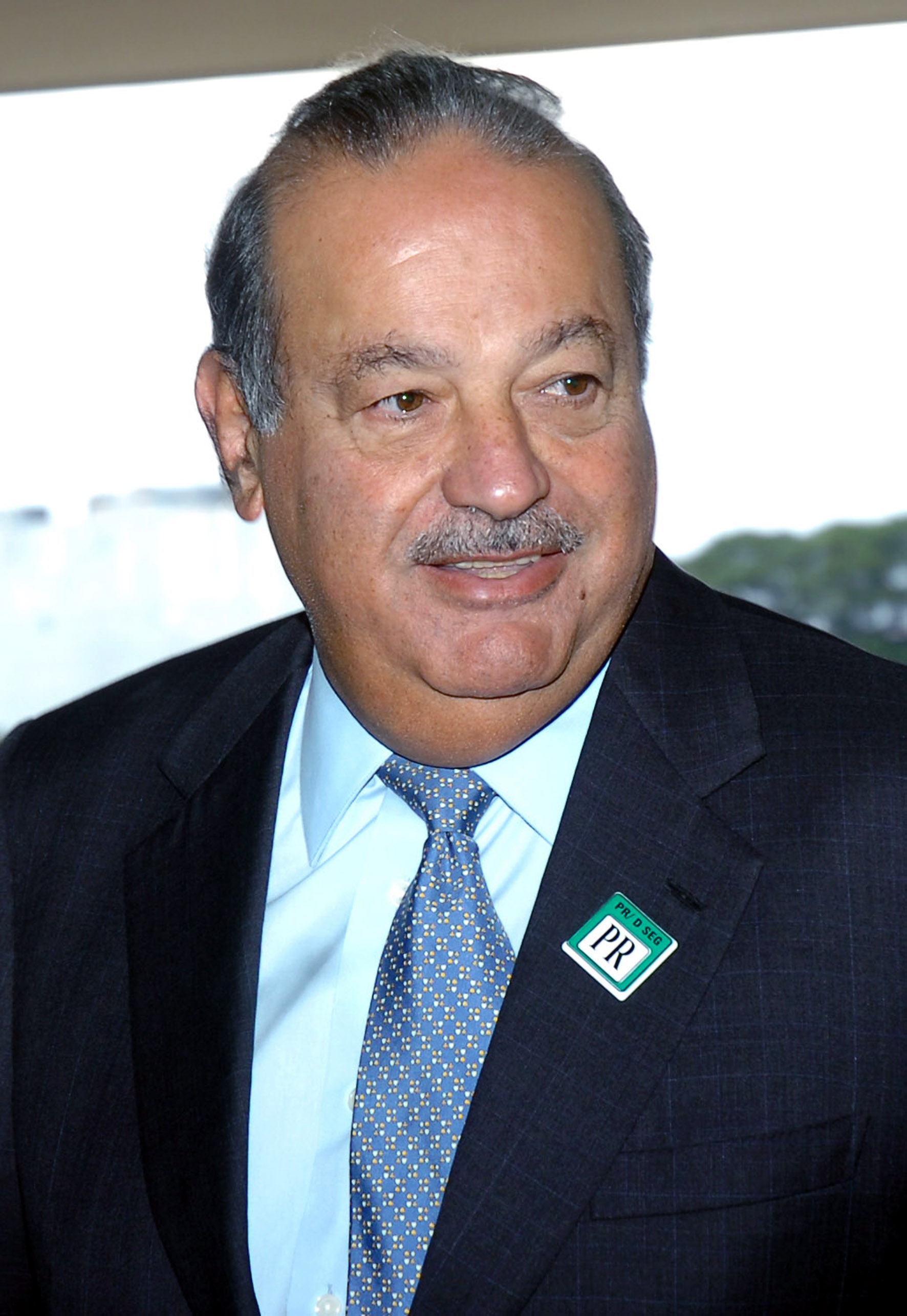
1) كارلوس سليم
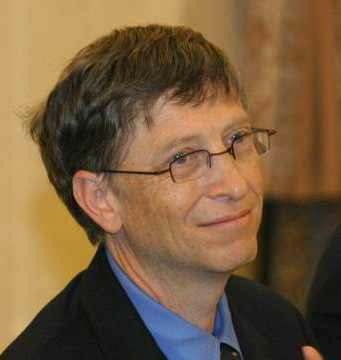
2) بيل غيتس
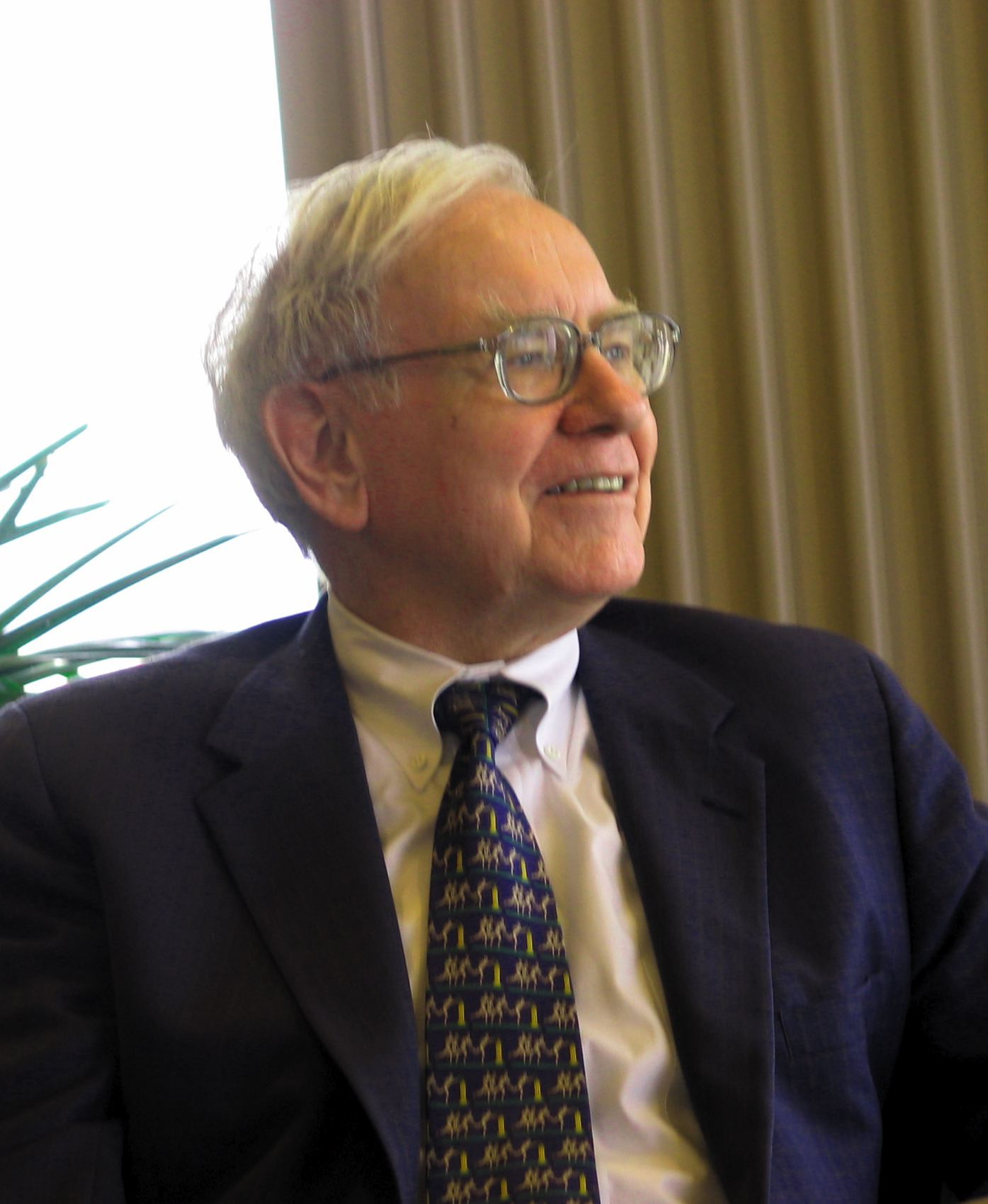
3) وارن بافت
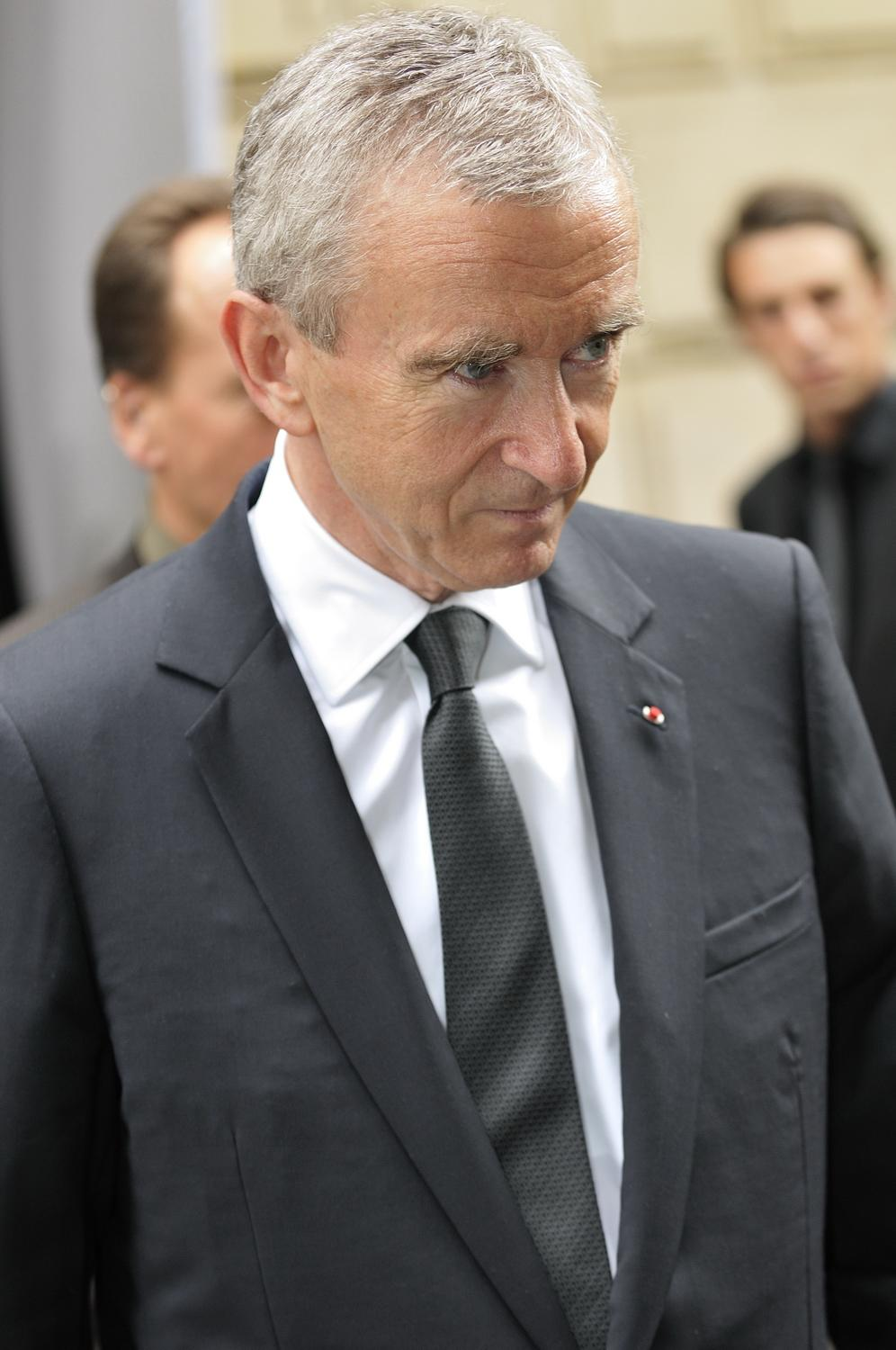
4) برنارد أرنولت

## أغنى أغنياء العالم
| الترتيب | الاسم                 | القيمة الصافية (دولار أمريكي) | العمر | الجنسية          | مصادر الثروة                     |
| ------- | --------------------- | ----------------------------- | ----- | ---------------- | -------------------------------- |
| 1       | كارلوس سليم           | 69.0 مليار دولار أمريكي ▼     | 72    | المكسيك          | تلمكس، أمريكا موفيل، جروبو كارسو |
| 2       | بيل غيتس              | 66.0 مليار دولار أمريكي ▲     | 56    | الولايات المتحدة | مايكروسوفت                       |
| 3       | وارن بافت             | 44.0 مليار دولار أمريكي ▼     | 81    | الولايات المتحدة | بيركشير هاثاواي                  |
| 4       | برنارد أرنولت         | 41.0 مليار دولار أمريكي ▲     | 63    | فرنسا            | إل في إم إتش                     |
| 5 ▼     | لاري إليسون           | 41.0 مليار دولار أمريكي ▲     | 67    | الولايات المتحدة | أوراكل                           |
| 6 ▲     | أمانسيو أورتيجا جاونا | 37.5 مليار دولار أمريكي ▲     | 75    | إسبانيا          | مجموعة إنديتكس                   |
| 7 ▲     | إيك باتيستا           | 30.0 مليار دولار أمريكي ▲     | 55    | البرازيل         | مجموعة إي بي إكس                 |
| 8 ▲     | ستيفان بيرسون         | 26.0 مليار دولار أمريكي ▲     | 64    | السويد           | إتش و إم                         |
| 9 ▲     | لي كا شينج            | 25.5 مليار دولار أمريكي ▲     | 83    | هونغ كونغ/ كندا  | تشيونغ كونغ القابضة              |
| 10 ▲    | كارل ألبريشت          | 25.4 مليار دولار أمريكي ▲     | 92    | ألمانيا          | ألدي                             |

## مقالات ذات صلة
- قائمة رؤساء الدول والحكومات حسب الثروة الإجمالية